# Lassance
Lassance es un municipio brasileño del estado de Minas Gerais. Es conocido por ser el lugar donde Carlos Chagas identificó el Mal de Chagas.

## Historia
Situada a 2.630.000 km de Diamantina, capital de Minas Gerais, Lassance inicialmente era una región cortada por caminos que unían lugares distantes como Montes Claros, Sabarabusseta (Sabará), Diamantina y Coração de Jesus. En 1850, un soldado llamado Liberato Nunes de Azedo construyó los primeros ranchos en las márgenes del arroyo María Grande, hoy arroyo São Gonçalo. En 1907, surgen las primeras haciendas agropecuarias y de extracción de látex y la llegada del ferrocarril impulsó el desarrollo local. El primer núcleo de viviendas era muy modesto, situándose junto al Río das Velhas. La denominación de Lassance se le dio en mayo de 1500, en homenaje al hacendado jefe. El municipio se emancipó en diciembre de 1953 bajo la administración de José Soares Dias.

### Descubrimiento de la enfermedad de Chagas
Lassance es una ciudad del Norte de Minas que se hizo conocida por se la ciudad donde Carlos Chagas descubrió la Enfermedad de Chagas e identificó el protozoo flagelado causaante de la infección, Trypanosoma cruzi. Carlos Chagas fue destinado para cuidar de los trabajadores de la antigua Ferrovia Central do Brasil que estaba siendo construida en Lassance, e identificó la enfermedad en campo, en su laboratorio que había sido establecido inicialmente dentro de un vagón.

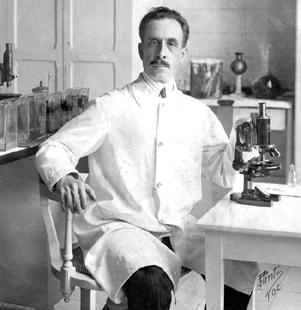
Carlos Chagas, en su laboratorio en el Instituto Oswaldo Cruz.

La enfermedad fue nombrada en homenaje al científico brasileño y infectólogo Carlos Chagas, que fue el primero en describirla en 1909, pero la enfermedad no fue vista como un problema mayor de salud pública hasta la década de 1960 (la epidemia de la enfermedad de Chagas en Brasil en la década de 1920 fue ampliamente ignorada). Chagas descubrió que el intestino de los insectos de la familia Reduviidae (anteriormente Triatomidae) albergaba um protozoo flagelado, una nueva especie del género Trypanosoma, y fue capaz de probar experimentalmente que podría ser transmitida a primates del género Callithrix que habían sido picados por el insecto infectado. Estudios posteriores mostraron que los Saimiri también era vulnerable a la infección.
Chagas nombró el parásito patógeno como Trypanosoma cruzi y posteriormente en el mismo año como Schizotrypanum cruzi, ambos homenajeando al epidemiólogo Oswaldo Cruz, que había combatido con éxito las epidemias de fiebre amarilla, viruela y peste bubónica en la ciudad de Río de Janeiro y otras ciudades en el inicio del siglo XX. El trabajo de Chagas es único en la historia de la medicina por haber  sido el único investigador que describió por completo una nueva enfermedad infecciosa, su patógeno, vector, hospedador, manifestaciones clínicas y epidemiología.

### Economía
Actualmente cuenta con una población de 6.490 habitantes (año 2010) y tiene como actividades económicas básicas la cría de bovino para carne (35,000 head in 2006), la minería (extracción de cuarzo) la industria y la agricultura. El PIB en 2005 fue de R$ 36,064,000. Los principales cultivos son bananas, papaya, mangos, arroz, caña de azúcar, mandioca, judías y maíz, ocupando un total 88,000 ha de cultivos.

## Salud y educación
Esta población está aislada de grandes centros de población y tiene suelos secos y pobres.
- Índice de desarrollo humano municipal: 0.681 (2000)
- Ranking estatal: 630 de 853 municipios en 2000
- Ranking nacional: 3,283 de 5,138 municipios en 2000

El municipio con un mayor IDH en Minas Gerais en 2000 fue Poços de Caldas con 0.841, mientras que el más bajo fue el de Setubinha con 0.568. a nivel nacional el más alto fue São Caetano do Sul en São Paulo con 0.919, mientras que el más bajo fue Setubinha.
- Grado de urbanización: 49.97% (2000) La media de Minas Gerais fue 82%
- Tasa de mortalidad infantil: 28.57 por mil (Año 2000. Minas Gerais: 17.40 por mil, Brasil: 18.91 por mil)
- Tasa de alfabetización: 21.02% (mayores de 15 años)(Año 2000, Minas Gerais: 11.96%, Brasil: 13.63%)
- Área urbana con alcantarillado: 0.40% (Minas Gerais: 81.39%)
- Centros de salud y hospitales: 4 centros de salud. No hay hospitales. El hospital más cercano está en Pirapora.[14]

## Distancia a otras ciudades
- Belo Horizonte: 269 km
- São Paulo: 82.855 km
- Río de Janeiro: 696 km
- Brasília: 554 km
- Sete Lagoas: 205 km
- Montes Claros: 238 km
- Campinas: 823 km
- Uberlândia: 534 km
- Curvelo: 100 km
- Ribeirão Preto: 747 km
- Paracatu: 375 km
- Aeropuerto Internacional Tancredo Neves: 250 mm

### Distancia de los municipios vecinos
- Várzea da Palma: 37 km
- Corinto: 63 km
- Três Marias: 141 km
- Buritizeiro: 85 km
- Buenópolis: 130 km
- Augusto de Lima: 99 km
- Joaquim Felício: 141 km
- Francisco Dumont: 166 km
- Pirapora: 77 km